# Joachim du Bellay

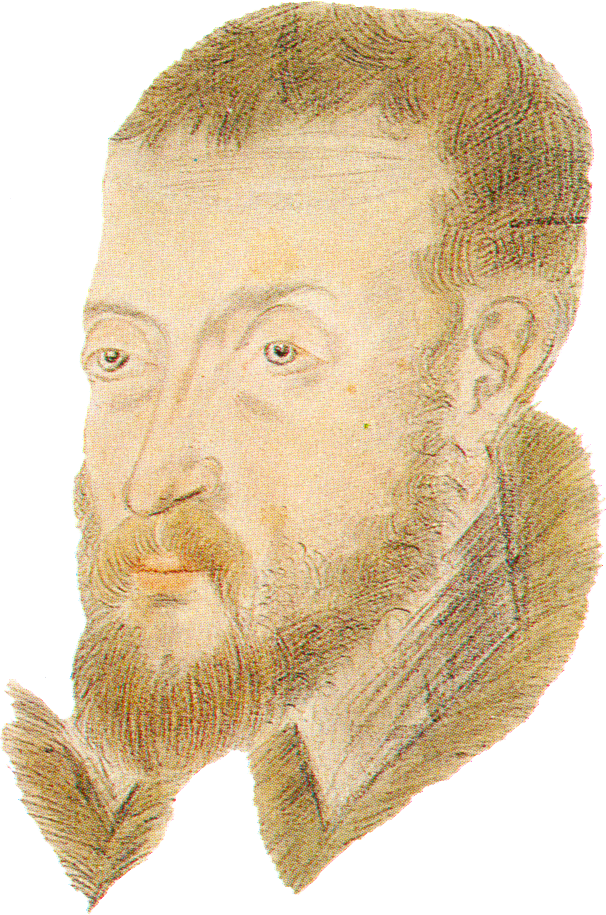
Joachim du Bellay, pictat de Jean Cousin le Jeune (1522-1594)

Joachim du Bellay (n. între 1522 - 1525 - d. 1 ianuarie 1560) a fost poet și critic literar francez, întemeietor, alături de Pierre de Ronsard al școlii poetice La Pléiade și autorul programului acesteia.
Du Bellay s-a născut într-o familie franceză ilustră de nobili dar rămas orfan de ambii părinți la mai puțin de 10 ani. 

## Opera

### "Apărarea și preamărirea limbii franceze"
În lucrarea Apărarea și preamărirea limbii franceze ("Défence ei illustration de la langue française"), apărută în 1549, care a devenit programul școlii La Pléiade, du Bellay pledează pentru recunoașterea limbii franceze ca limbă literară națională.

### "Măslinul"
Măslinul ("Olive") constituie o culegere de poezii, publicată în perioada 1549–1550.
După modelul lui Petrarca, autorul omagiază o iubită imaginară.
Lucrarea conține 50 de sonete scrise în 1549.

### "Regretele"
Regrtele ("Les regrets") reprezintă o culegere de poeme scrise în timpul călătoriei sale prin Roma în perioada 1553 – 1557 (când a fost secretar al unchiului său, Jean du Bellay) și publicate la întoarcere, în 1558.
Este remarcabilă muzicalitatea celor 191 sonete petrarchizante.
De data aceasta, subiectul nu mai este dragostea pentru vreo femeie, ci pentru tărâmul natal.

### "Antichitățile Romei"
Lucrarea Les antiquités de Rome, publicată în 1558, are ca subiect trecutul glorios aflat în antiteză cu prezentul decăzut al marelui oraș.